# Juan Manuel Asensi Ripoll
Juan Manuel Asensi Ripoll (Alacant, 23 de setembre del 1949) és un exfutbolista valencià que jugà al llarg dels anys 1960 i anys 1970. Era conegut futbolísticament pel seu primer cognom, "Asensi". Va ser internacional amb la selecció espanyola.

## Trajectòria
Es va iniciar com a professional en l'Elx CF, on va jugar 4 temporades, però va desenvolupar la major part de la seva carrera en el FC Barcelona, el qual va pagar 80 milions de pessetes de 1970, el que va constituir tot un rècord en l'època. En el club barceloní va militar durant onze temporades, entre 1970 i 1981, en les quals va ser un dels titulars indiscutibles i capità de l'equip després que marxés Johan Cruyff.
Jugava de migcampista, i destacava pel seu infatigable treball en el migcamp, tant en tasques defensives, robant balons, com ofensives, gràcies al seu potent xut.
Amb el FC Barcelona va participar en la consecució de diferents títols, entre els quals destaca la Lliga espanyola de futbol de la temporada 1973 - 1974, assolida al costat de Johan Cruyff, Carles Rexach, Salvador Sadurní, Hugo Sotil, Joaquim Rifé…i la Recopa d'Europa d'Europa de 1979, que ell mateix va recollir com capità a la final de Basilea, guanyada al Fortuna Düsseldorf alemany per 4-3.
A més, també va guanyar dos Copes del Rei, en les temporades 1970-1971, i 1977-1978.
Ha passat a la història del FC Barcelona com el desè jugador que ha jugat més partits oficials de la història del club, amb 492 partits. I malgrat no haver estat un gran golejador, va marcar un total de 130 gols amb el Barcelona, cosa que el situa en la posició vint-i-quatrena en la llista de màxims golejadors de la història del club.
Va jugar el seu últim partit oficial amb el FC Barcelona el 9 de novembre de 1980, en el Camp Nou, davant l'Atlètic de Madrid, en partit corresponent a la desena jornada de Lliga de la temporada 1980 - 1981. En el seu últim partit va marcar un gol, i va encarrilar la victòria per 4 a 2 dels blaugrana.
Malgrat que havia jugat els 10 partits de Lliga com a titular, va deixar el FC Barcelona a mitjan temporada en acceptar una important oferta econòmica del Puebla de Mèxic per a jugar la Lliga Mexicana al costat del madridista i company de selecció Pirri. Després de jugar una temporada en el Puebla va jugar en l'Oaxtepec, també de Mèxic, que va ser el seu últim club com a jugador.
El 24 de maig del 1981 va rebre un homenatge organitzat pel FC Barcelona amb un partit entre el Barça i el Puebla, club en el qual llavors militava. Asensi va jugar una part en cada equip. El partit el va guanyar el conjunt català per 2 a 1.
Després de la seva retirada, es va dedicar uns anys a entrenar a equips de les categories inferiors del FC Barcelona. El 1984 va fundar una prestigiosa escola de futbol per a joves en Barcelona, anomenada Escola TARR, i que rep el seu nom de les inicials dels seus quatre socis fundadors: els exjugadors del FC Barcelona Torres, Asensi, Rexach i Rifé.

### Selecció espanyola
Va ser titular habitual en la selecció espanyola, amb la qual va disputar la Copa Mundial de futbol de l'Argentina de 1978, i l'Eurocopa de 1980.
Va debutar com a internacional el 23 de febrer de 1969, sent jugador de l'Elx. El partit del seu debut va ser el Bèlgica - Espanya (2-1) disputat a Lieja.
Es va retirar de la selecció després de l'Eurocopa d'Itàlia de 1980. El seu últim partit va tenir lloc a Milà, i va ser una repetició del partit del seu debut: el 15 de juny de 1980, Espanya va tornar a perdre davant Bèlgica per dos a un.
En total va ser 41 vegades internacional amb la selecció i va marcar 7 gols. Va guanyar 20 partits, va empatar 9 i va perdre 12.